# De-Palmeiland (Aruba)
De-Palmeiland is een ongeveer 10 hectare groot, bewoond, smal en 1,5 kilometer lang eiland voor de kust van het hoofdeiland van Aruba, ten oosten van de stad Pos Chikito, in de buurt van de internationale luchthaven Koningin Beatrix.
Het eiland is een dood koraalrif met daarop een hotel, bar en restaurant. De overtocht per ferry vanaf het hoofdeiland duurt ongeveer 10 minuten. Op het eiland is er een bewaakt strand en een waterpark.
Het eiland is eigendom van De Palm Tours, de grootste touroperator op Aruba, opgericht door Witchie de Palm en in de jaren zestig van de twintigste eeuw gekocht door Harold Malmberg.

## Bijzonderheden
Het waterpark heeft een buitengewone attractie. Bezoekers, uitgerust met een onderwaterhelm-duiksysteem, kunnen te voet de tropische vissenwereld van het koraaleiland bezoeken en ook onderwateropnamen maken van een neergehaald en onder water gelegen Cessna 414-vliegtuig. Het gebruik van het Sea Trek-helmsysteem is ook mogelijk voor niet-zwemmers en personen zonder duikervaring.
- Virtual International Authority File: 240145461

Aruba · Bonaire · Curaçao · Saba · Sint Eustatius · Sint Maarten — Cow & Calf · Green Island · Hen & Chickens · Klein Bonaire · Klein Curaçao · Molly Beday · Palmeiland · Pelikan Key · Renaissance Island 

Zie ook: Caribisch Nederland
Arashi Beach · Baby Beach · Daimari Beach · Eagle Beach · Flamingo Beach* · Iguana Beach* · Mangel Halto · Palm Beach · Palmeiland* · Rodgers Beach

* privéstranden